# Tumblr

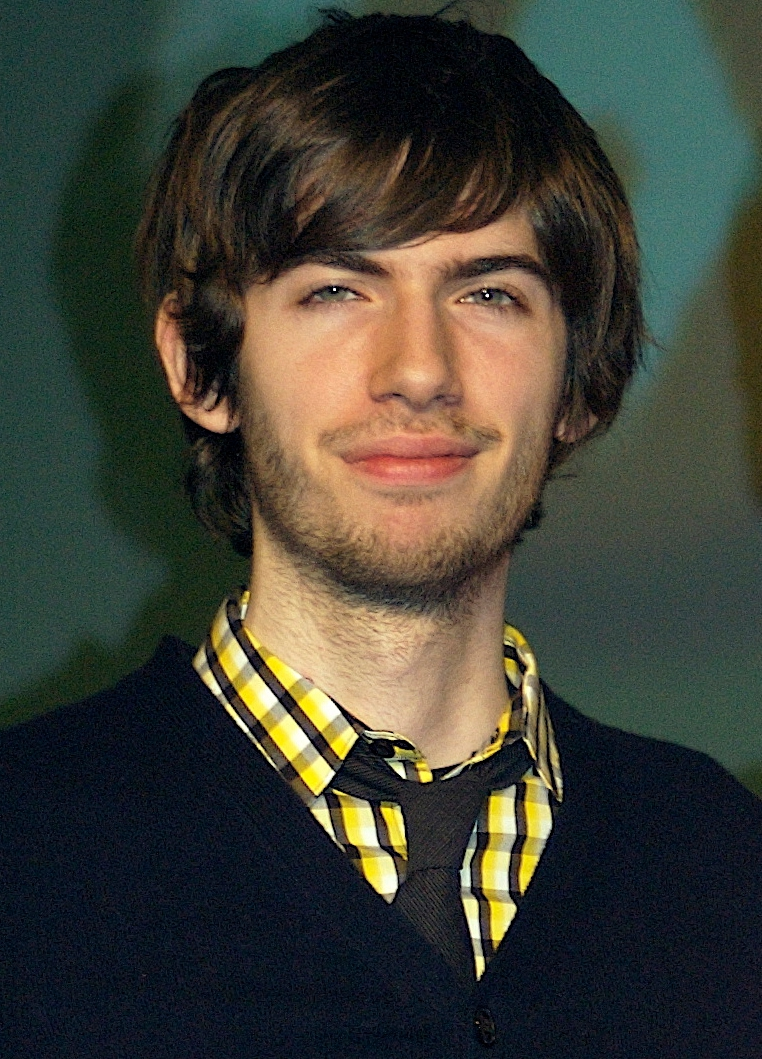
創業者でCEOのデイヴィッド・カープ

Tumblr（タンブラー）は、メディアミックスブログサービス。ブログとミニブログ、そしてソーシャルブックマークを統合したマイクロブログサービスである。アメリカのDavidville, Inc. (現: Tumblr, Inc.) により2007年3月1日にサービスが開始された。
2011年3月に日本語ベータ版の提供が開始された。2013年、Yahoo!に買収される。
2019年5月2日に、2018年末のアダルトコンテンツ全面禁止が要因のアクセス数の減少からくる業績不振を理由にベライゾン・コミュニケーションズが売却先を探しているとの報道がなされ、アダルトサイトであるPornhubが買収先として名乗りをあげる。同年9月9日、Automattic社によって買収された。

## 概要
ログインすると、記事の投稿やアカウントの管理などの総合的な管理機能を持つ「ダッシュボード」と呼ばれるメイン画面が現れる。記事の投稿はダッシュボードから直接行うか、あるいはブラウザのブックマークレット、携帯電話、メール等を使って手軽に行うこともできる。
投稿できるフォーマットは以下のとおり。
- テキスト
- 画像（JPEG・GIF・PNG・BMP形式、最大10MBまで）
- 文章の引用
- リンク
- 音声（MP3形式のみ、最大10MBまで）
- 動画（YouTubeの動画、もしくはVimeoにアップロードした動画）
- インスタントメッセンジャーの会話ログ

TumblrではTwitterのように他のユーザーをフォローできる。フォローしているユーザーが記事を投稿するとダッシュボードにリアルタイムで表示され（Twitterの「タイムライン」に相当）、それをリブログ（Twitterのリツイート機能に相当、後述）したり、「スキ!」（Love、Twitterの「お気に入り」に相当）登録したりすることができる。また自分の投稿に対してリブログや「スキ!」登録が行われると、その旨が自分のダッシュボードに表示されるので反応を確認することもできる。
もちろん上記の機能を使わずに一般的なブログのように使うこともできる。

## リブログ
リブログ (reblog) とは、他のユーザーの投稿を自分のページへと再投稿する機能である。TwitterのRT（リツイート）機能に相当する。
リブログすると、元の投稿内容のほかに、投稿が誰を経由してリブログされてきたのかわかるように投稿元の情報が自動的に付加される。例：
```
D:
| C:
|  | B:
|  |  | Posted by A
```

これは、記事が最初にユーザーAによって投稿され、それが B→C→D の順にリブログされてきたことを意味する。なお、「Posted by」にあたる部分は「via」 （英語で「～経由で」を意味する）とも表記される。